# Yasumasa Hatakeyama
Yasumasa Hatakeyama (畠山泰昌?, Hatakeyama Yasumasa; Hyōgo, 4 settembre 1974) è un pilota motociclistico giapponese ritiratosi dall'attività agonistica.

## Carriera
Nel 1997, in sella ad una Honda, si classifica quarto nel campionato Europeo classe 250 con due gare vinte.
Per quanto riguarda le competizioni del motomondiale, esordisce nella stagione completa del motomondiale 1996, nella classe 250 con la Honda, giungendo 28º al suo termine. Nel 1998 corre otto Gran Premi con la Honda e sei con la ERP-Honda, terminando 27º. Nella stagione 2000 la sua ultima apparizione in questa serie, correndo il GP del Pacifico in sella ad una Honda, con un 32º posto a fine stagione.
Oltre a questo tipo di gare, Hatakeyama ha al suo attivo anche varie partecipazioni alla 8 Ore di Suzuka, classica competizione di durata che si disputa in Giappone.

## Risultati nel motomondiale
| 1996 | Classe | Moto  |     |    |    |    |    |    |    |    |     |    |    |    |    |    |     |  | Punti | Pos. |
| ---- | ------ | ----- | --- | -- | -- | -- | -- | -- | -- | -- | --- | -- | -- | -- | -- | -- | --- |  | ----- | ---- |
| 1996 | 250    | Honda | Rit | 15 | 15 | 18 | 22 | 14 | 14 | 15 | Rit | 15 | 18 | 15 | NP | 16 | Rit |  | 9     | 28º  |

| 1998 | Classe | Moto              |     |     |    |    |     |    |    |    |    |    |    |    |    |     |  |  | Punti | Pos. |
| ---- | ------ | ----------------- | --- | --- | -- | -- | --- | -- | -- | -- | -- | -- | -- | -- | -- | --- |  |  | ----- | ---- |
| 1998 | 250    | Honda e ERP Honda | Rit | Rit | 16 | 13 | Rit | 13 | 16 | 15 | NP | 17 | 20 | 17 | 14 | Rit |  |  | 9     | 27º  |

| 2000 | Classe | Moto  |  |  |  |  |  |  |  |  |  |  |  |  |  |  |    |  | Punti | Pos. |
| ---- | ------ | ----- |  |  |  |  |  |  |  |  |  |  |  |  |  |  | -- |  | ----- | ---- |
| 2000 | 250    | Honda |  |  |  |  |  |  |  |  |  |  |  |  |  |  | 10 |  | 6     | 32º  |

| Legenda | 1º posto        | 2º posto            | 3º posto            | A punti      | Senza punti        | Grassetto – Pole position Corsivo – Giro più veloce |
| Legenda | Gara non valida | Non qual./Non part. | Ritirato/Non class. | Squalificato | '-' Dato non disp. | Grassetto – Pole position Corsivo – Giro più veloce |